# Maerua duchesnei
Maerua duchesnei är en kaprisväxtart som först beskrevs av De Wild., och fick sitt nu gällande namn av Frank White. Maerua duchesnei ingår i släktet Maerua och familjen kaprisväxter. Inga underarter finns listade i Catalogue of Life.